# قرار مجلس الأمن التابع للأمم المتحدة رقم 1719
قرار مجلس الأمن التابع للأمم المتحدة رقم 1719، المتخذ بالإجماع في 25 أكتوبر / تشرين الأول 2006، بعد التذكير بالقرارات المتعلقة بالحالة في بوروندي، بما في ذلك القرارات 1545 (2004)، 1577 (2004)، 1602 (2005)، 1606 (2005)، 1650 (2005) و1692 (2006)، أنشأ المجلس مكتب الأمم المتحدة المتكامل في بوروندي لفترة أولية مدتها عام واحد للمساعدة في إحلال السلام والاستقرار على المدى الطويل في البلاد.

## القرار

### أعمال
طلب القرار 1719 من الأمين العام كوفي عنان إنشاء مكتب الأمم المتحدة المتكامل في بوروندي اعتبارًا من 1 يناير 2007 لفترة أولية مدتها اثني عشر شهرًا. وطُلب منه التركيز على ما يلي: توطيد السلام والحكم الديمقراطي؛ نزع السلاح والتسريح وإعادة الإدماج وإصلاح قطاع الأمن؛ إنهاء الإفلات من العقاب وتعزيز حقوق الإنسان وحمايتها؛ تعزيز التعاون مع الجهات المانحة؛ ومراعاة الاعتبارات الجنسانية. ومن المهم أيضا أن يتعاون مكتب الأمم المتحدة مع بعثة منظمة الأمم المتحدة في جمهورية الكونغو الديمقراطية.
وكرر المجلس تأكيد المسؤولية الأساسية للسلطات البوروندية عن إحلال السلام والاستقرار في البلد على المدى الطويل، وعن بناء السلام. كما تم حث الحكومة على متابعة الإصلاحات وإنشاء الآليات المشار إليها في القرار 1606.
في غضون ذلك، أعرب المجلس  عن قلقه إزاء انتهاكات حقوق الإنسان في بوروندي وحث السلطات على التحقيق في هذه التقارير. تمت دعوة كل من الحكومة وباليبيهوتو إلى تنفيذ اتفاق وقف إطلاق النار.
أخيرًا، كان على الأمين العام أن يبقي المجلس  على علم بالتطورات.

## روابط خارجية
- نص القرار في undocs.org
- قرار مجلس الأمن 1719 (2006) [بشأن إنشاء مكتب الأمم المتحدة المتكامل في بوروندي]
- قرار مجلس الأمن رقم 1719
- الأمم المتحدة وإصلاح قطاع الأمن: السياسة والممارسة